# Андреевка (Кропивницкий район)
Андреевка (укр. Андріївка; до 1946 года — Родзянкино, в 1946—2025 годах — Трудолюбовка) — село в Кетрисановской сельской общине Кропивницкого района Кировоградской области Украины.
Население по переписи 2001 года составляло 123 человека. Почтовый индекс — 27244. Телефонный код — 5257. Занимает площадь 0,45 км². Код КОАТУУ — 3520886905.

## История
В 1946 году указом ПВС УССР село Родзянкино переименовано в Трудолюбовку.
До 2020 года село входило в Бобринецкий район
В июне 2025 года, постановлением Верховной Рады Украины селу было присвоено название Андреевка